# Allenswood Boarding Academy
Allenswood Boarding Academy, var en flickskola i Wimbledon, London, Storbritannien, grundad 1883. Skolan lades ned 1950. 
Det var en välkänd och exklusiv privat flickskola, med elever från den brittiska och amerikanska överklassen. Den kallas ofta för flickpension, men det var också en progressiv utbildningsinstitution som utöver traditionella ämnen i flickpensioner även erbjöd motsvarande utbildning som erbjöds pojkar i motsvarande skolor och betonade akademisk kunskap och självständighet för sina elever. Den grundades av feministen Marie Souvestre.